# Gerrit Braamcamp

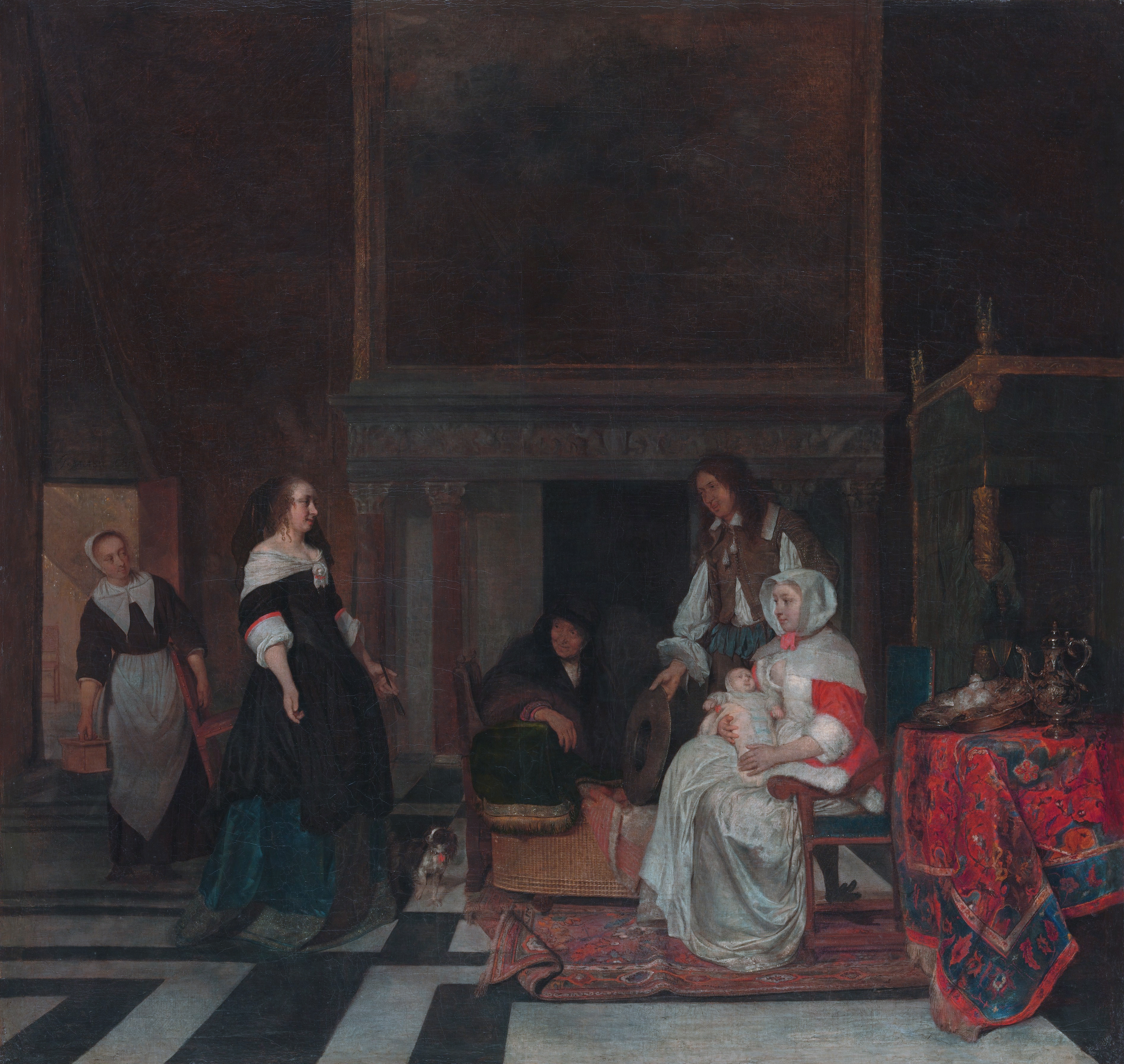
Kraambezoek (1661) door Gabriel Metsu in het Metropolitan Museum. Gerrit Braamcamp was eigenaar vanaf 1749.

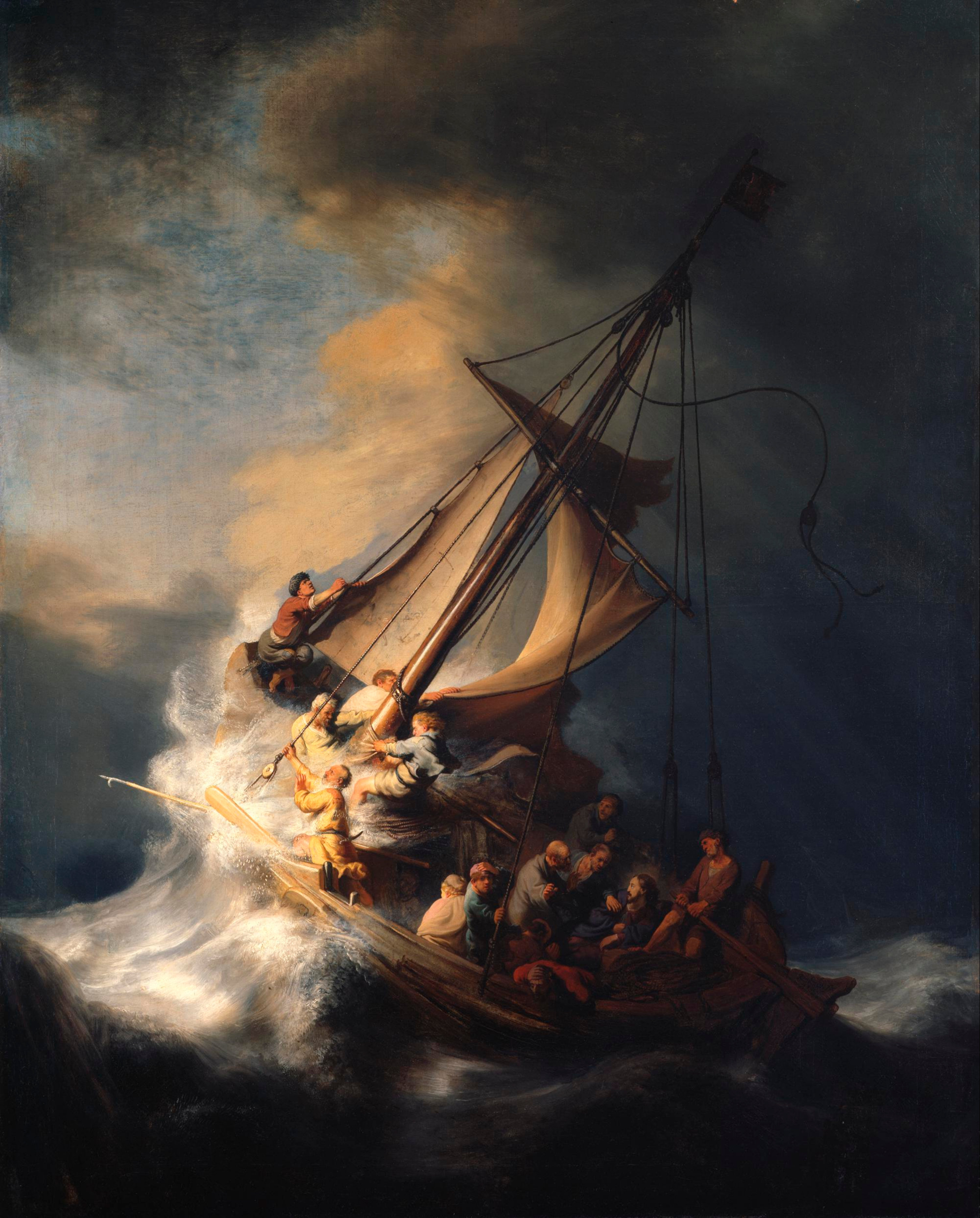
Christus in de storm op het meer van Genesareth; het enige maritieme stuk van Rembrandt (1633), 160 x 127cm, rond 1750 eigendom van Braamcamp. Huidige verblijfplaats na diefstal onbekend.

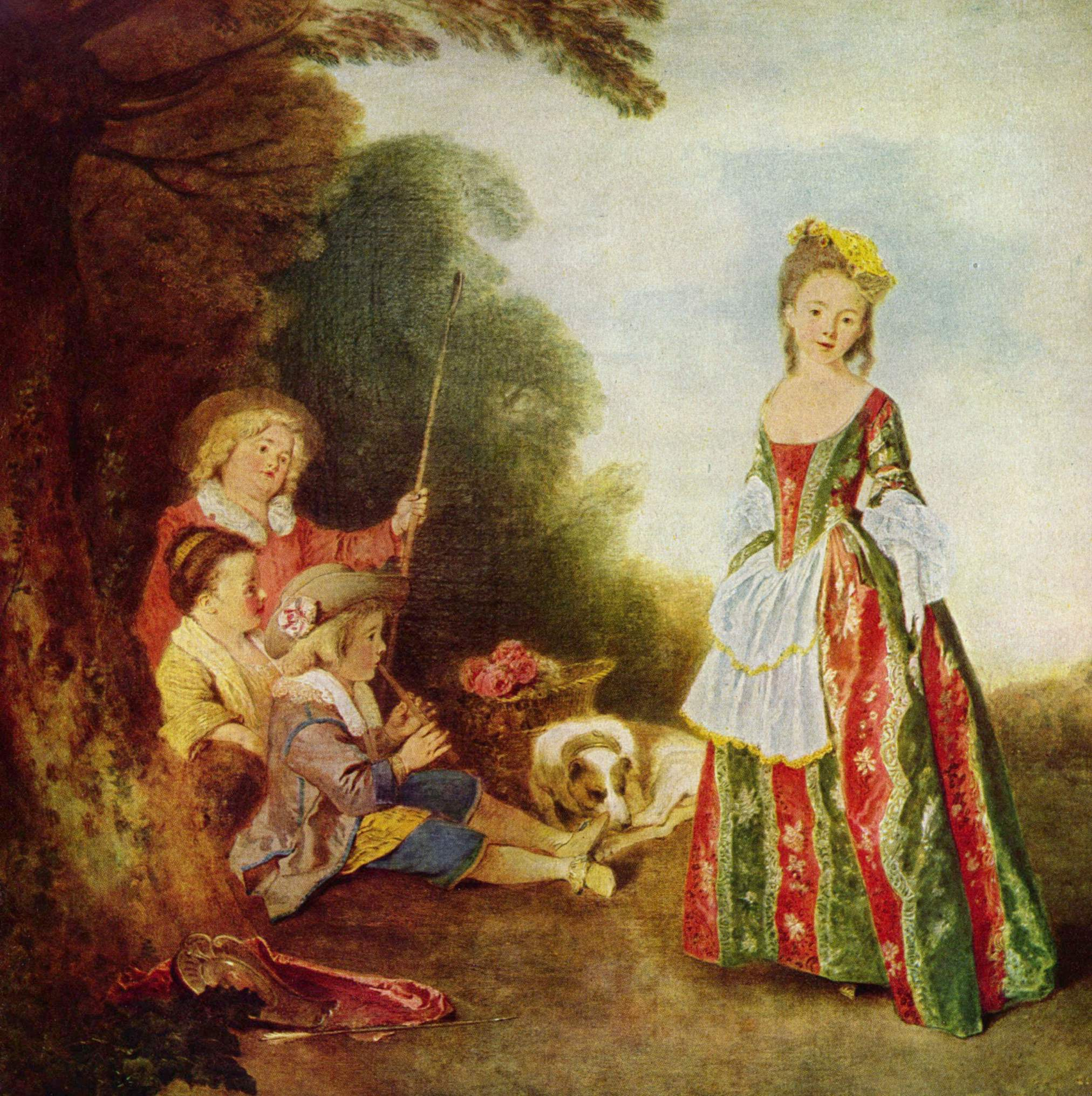
De dans door Antoine Watteau, eigendom van Braamcamp

Gerrit Braamcamp (Amsterdam, 18 november 1699 - Amsterdam, 17 juni 1771) was een succesvolle destillateur, houthandelaar en kunstverzamelaar. Hij behoorde tot de belangrijkste kooplieden van Amsterdam. Gerrit Braamcamp bouwde een soort imperium op met een houthandel en scheepstimmerwerf op het einde van de Hoogte Kadijk, tegenover de scheepswerven van de VOC op Oostenburg.
De katholieke Braamcamp verzamelde in ongeveer dertig jaar tijd een belangrijke kunstcollectie van 17e-eeuwse hollandse schilders met 380 werken. Hij stond op goede voet met de schilders Jacob de Wit, Cornelis Troost, Jan ten Compe, Jacob Xavery, Georges-François Blondel en de dichter Jan Baptista Wellekens. Van zijn collectie zijn nog maar slechts enkele werken in Nederlandse musea.

## Biografie
De oorsprong van de familie Braamcamp ligt in Rijssen. Zijn vader Jan (1671-1713) was in 1699 in een Amsterdamse schuilkerk getrouwd met Hendriena van Beeck (1670-1721), weduwe van de wijnkoper Gerrit Wentinck, die woonde op de N.Z. Achterburgwal, nu de Spuistraat, en daar groeide Gerrit ook op tussen de fusten.  Toen zijn moeder stierf werd Gerrit verantwoordelijk voor de opvoeding van twee broers. Bij zijn huwelijk in 1727 met de dochter van een ijzerhandelaar woonde Gerrit op de Herengracht. Het echtpaar kreeg twee kinderen die niet oud werden.
Gerrit was lid van het wijnkopersgilde in de Koestraat; zijn broer Rutger (1705-1782) was tapper in de Zoutsteeg bij het Damrak en lid van het kuipersgilde in de Barndesteeg bij de Nieuwmarkt.  Hun broers Dirk (1701-1755) en Herman (1709-1775) woonden in Portugal. In 1736 begon Gerrit een houthandel aan het einde van de Nieuwe Vaart, genaamd 't Klaverblad.  In oktober 1742 stierf zijn vrouw, Elisabeth Klumper, die in de Nieuwe kerk werd begraven. Braamcamp woonde inmiddels aan de Buitenkant en begon met verzamelen.
Vanaf 1750 gebruikte hij maar bewoonde ook mogelijk het zuidelijke gedeelte van het Trippenhuis voor zijn kunstcollectie. Beneden bij de binnenplaats zat een suppoost. In 1755 kocht hij het naastgelegen woonhuis op de Kloveniersburgwal voor 22.600 gulden van de erfgenamen van Tymen Jacobsz. Hinlopen uit een tak van de familie Hinlopen, die naar de Beemster was verhuisd. Hij kreeg bezoek van Frederik de Grote, die incognito door Holland reisde.
In 1758 kocht hij een pand genaamd Sweedenrijk op Herengracht 462 in de Gouden Bocht, dat hij liet verbouwen met een nieuwe "zaal" en waar hij zijn verzameling onderbracht. De bekende architect Jacob Otten Husly ontwierp er een stucplafond voor. In datzelfde jaar gaf hij vermoedelijk aan de timmerman Johannes Jacobus Luyten opdracht tot de verbouwing van twee panden op de Kloveniersburgwal/Rusland tot een deftig logement genaamd Het Wapen van Amsterdam, met een marmeren gang en dertig kamers. Bij het gebouw behoorde een veilingzaal. Het geheel zou pas in 1771 definitief gereed komen, maar schijnt al vanaf 1762 bezocht te zijn door buitenlanders.

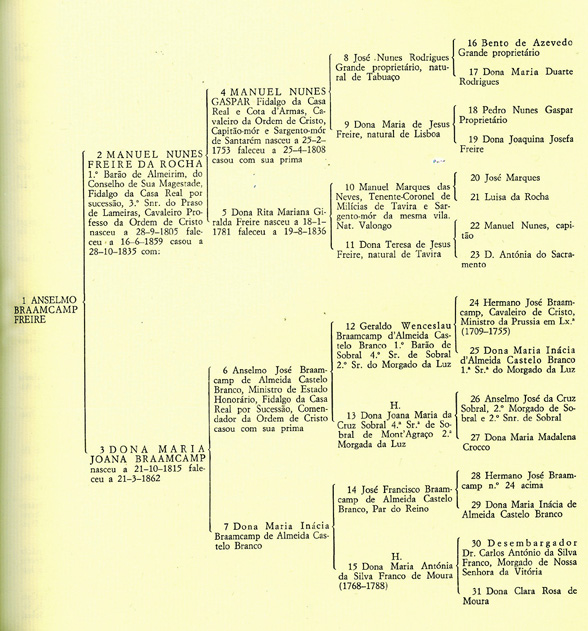
Voorbeeldige tabel met het nageslacht van zijn broer Herman Braamcamp in Lissabon

In 1759 leende hij de Graaf van Gronsveld 10.000 gulden om een porseleinfabriek in Weesp op te zetten. Braamcamp was in het bezit van en zilveren servies in Lodewijk XV-stijl. In 1767 werd hij koopman op Portugal genoemd. In 1768 kwam Stadhouder Willem V met zijn vrouw en de hertog van Brunswijk op bezoek om de collectie te bekijken; in 1769 kwam de Corsicaanse vrijheidsstrijder Pascal Paoli langs om (opnieuw) zijn goede vriend James Boswell te treffen.
In 1766 verkocht hij een aantal schilderijen; er is een beroemde catalogus gedrukt, waarin 228 schilderijen zijn opgesomd, en met zijn portret op de titelpagina. In 1768 liet hij zijn tekeningen veilen. Toen hij ziek werd, besloot Braamcamp zijn gehele collectie te verkopen, maar stierf enkele weken voor de veiling plaatsvond 31 juli 1771. Er waren 12.000 toegangsbewijzen gedrukt en gedurende drie weken waren de kijkdagen; 20.000 mensen zouden langs zijn geweest. Op 6 augustus 1771 werden het zilverwerk, Chinees porselein en Japans lakwerk, etc. verkocht. Op 27 January 1772 en volgende Dagen werd nog een inboedelveiling gehouden. De schilderijen en zijn bezit aan onroerend goed waren meer dan een miljoen waard. De erfenis ging naar zijn neven in Portugal en de familie Staats.

## Vrouw Maria
Catharina de Grote kocht op de veiling van Braamcamp een aantal werken van Paulus Potter en Gerard Dou, die verloren gingen 9 oktober 1771 tijdens de zeereis van de Vrouw Maria naar Sint Petersburg. Al vanaf het vertrek had het kleine schip te maken met zware winden, storm en regen. In Helsingør had de kapitein de tol betaald en had de douane een beschrijving gemaakt van de lading die volgens de Deense registers bestond uit goederen als suiker, linnen, kaas, papier, zink en indigo. Het kostbaarste deel van de lading dat bestemd was voor het keizerlijke hof van Rusland was niet beschreven. Misschien was het geheim of vonden de autoriteiten het niet nodig om vervoer voor vorstenhuizen, dat over het algemeen tolvrij was, te beschrijven. Het schip kwam begin oktober in een zware storm, sloeg stuk op een rots en zonk na enige tijd naar de bodem van de zee. Het niet beschreven deel van de lading bestond uit circa 30 kostbare schilderijen van grote Nederlandse schilders als Rembrandt, Brueghel, Ter Borch, Jan Steen enz. Het wrak is gelokaliseerd en in Kopenhagen zijn papieren met de lading gevonden.

## Werken
- Musaeum Braamcampianum, ofte Korte beschryvinge van het uitmuntend cabinet schilderyen, teekeningen, prenten, beelden, enz., nagelaten by wyl. den heere Gerret Braamcamp : hetwelk verkogt is in Amsterdam op den 31 July 1771. en volgende dagen in ’t logement Het Wapen van Amsterdam : benevens de pryzen en naamen der respect. koopers, ..
- Catalogus van het overheerlyke wydvermaarde en alombekende kabinet van ... Japansche porcelynen, ... neevens de gantsche collecte van ... Japansch verlakt werk, ... mitsgaders een groote party ... zilverwerk .... Alles ... by een versameld ... by wylen den heere Gerret Braamcamp. : Alle het welke verkogt zal werden op dingsdag den 6 augustus 1771. en volgende dagen ...

## Varia
- In Lissabon is een Rua Braamcamp; Anselmo José Braamcamp (1819-1885) was een Portugese minister van Financiën
- In het stadsarchief Amsterdam wordt de boedelbeschrijving bewaard die, via notariële akte, kort na het overlijden van Gerrit Braamcamp, op 28 september 1771, werd opgemaakt bij notaris Wessel van Kleef. Hierin staat  de complete boedel beschreven, compleet met onder meer alle schilderijen, die in het woonhuis van Braamcamp werd aangetroffen.